# بلقاسم باباسي
بلقاسم باباسي (5 ديسمبر 1939 بالجزائر العاصمة – 10 سبتمبر 2019 بالجزائر العاصمة) هو مؤرخ وكاتب ومجاهد سابق في ثورة التحرير الجزائرية ويعتبر أيقونة في تأريخ قصبة الجزائر.
بلقاسم باباسي من مؤسسي الاستخبارات الجزائرية و الجبهة التحريرية وقت الثورة 

## سيرة ومسيرة
ولد بلقاسم باباسي في سبت الحوت قصر الرياس الحالي في الجزائر العاصمة. التحق بصفوف جبهة التحرير الوطني وعمره لا يتعدى العشرين عاما بعد أن قطع دراسته ليتقلد بعد الاستقلال مناصب عدة في الدولة. قبل أن يبلغ العشرين من عمره، قرر بلقاسم باباتشي.
حصل على شهادة DES في الاتصالات وهو خريج كلية الحقوق والعلوم الاقتصادية. بعد الاستقلال، تولى عدة مناصب في مؤسسات الدولة، منها والي مندوب للأمن، على التوالي في الجلفة وأدرار، قبل أن يعين مندوبا لحماية قصبة الجزائر.
وشغل لعدة سنوات منصب رئيس «مؤسسة القصبة» ،التي تأسست عام 1991 بهدف حماية وحفظ هذه المدينة العتيقة المصنفة ضمن مواقع تراث اليونسكو العالمي في 1992، كما عرف بحصصه التلفزيونية والإذاعية حولها.
أصبح معروفا لدى عامة الناس من خلال برامجه الإذاعية في قصبة الجزائر، ولا سيما مزغنة ثم تحويسة في تاريخ (“أغنية عبر التاريخ”)، التي تبث كل صباح على إذاعة البهجة الجزائرية.

## مؤلفاته
له أربعة كتب حول الريس حميدو بن علي صانع الدولة العثمانية، وكتابا حول أسطورة فاطمة المعكرة وسيدي فليح.

## الوفاة
توفي يوم الثلاثاء بالجزائر العاصمة يوم 10 أيلول/سبتمبر 2019.

## وصلاة خارجية
- سيرة و مسيرة   مع   بلقاسم باباسي   ضابط سابق في المخابرات   قناة الشروق على يوتيوب.